# Komínová stříška

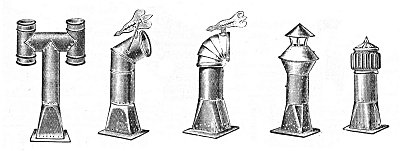
Typy komínových stříšek, katalog, 1910

Komínová stříška je část komína, která je umístěná nad komínovou hlavou.

## Přínos
- Zabraňuje škodám způsobeným vodou

Cihlové zdi staré do třiceti let jsou zpravidla spolehlivé. Jedna z věcí, jež narušuje jejich celistvost, je vlhkost. Cihly jsou materiál pevný, ale velmi porézní, což znamená, že voda jimi může snadno prosakovat. Následně může voda cihly polámat a rozštípat.
- Zamezuje hnízdům

Hnízda zhoršují ventilaci komínu, čímž oslabují jeho tah, což může vést k hromadění nebezpečného plynu oxidu uhelnatého.
- Zajišťuje správné proudění

Komínová stříška zabraňuje dešti a nedovolí malým zvířatům dostat se do komína. Rovněž pomáhá správnému proudění. Vítr má také překážku v cestě, takže se tah komínu neobrátí tak lehce.
- Pomáhá zabránit požárům

Za jednu topnou sezónu nastane kolem 900 požárů. Instalací komínové stříšky je údržba komínu o hodně jednodušší.

## Galerie

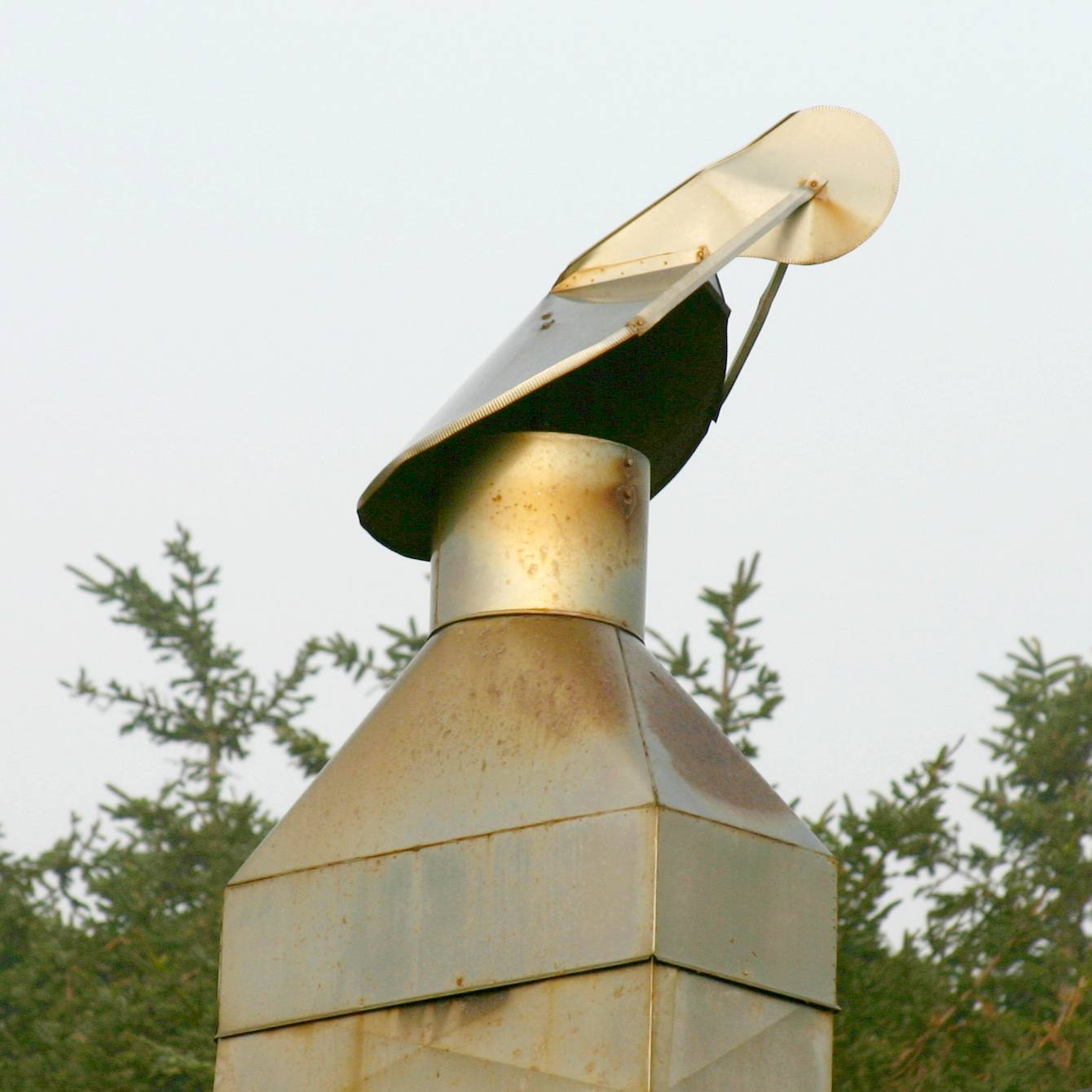
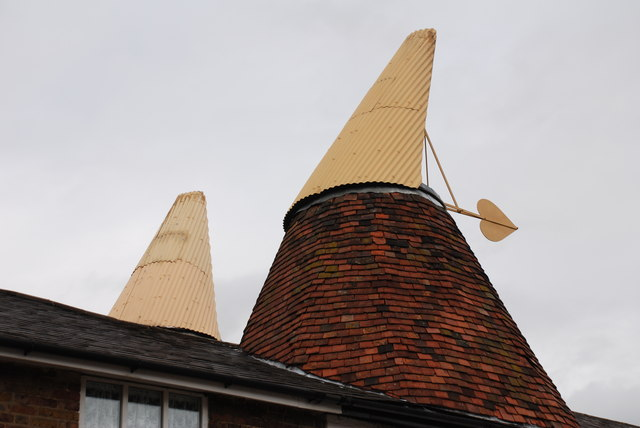
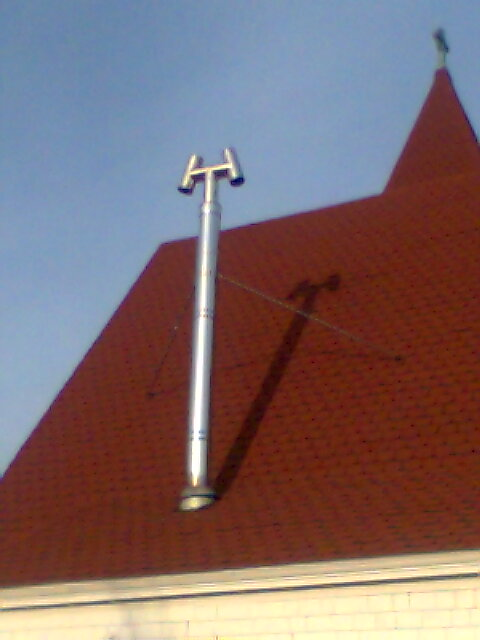
H-styl
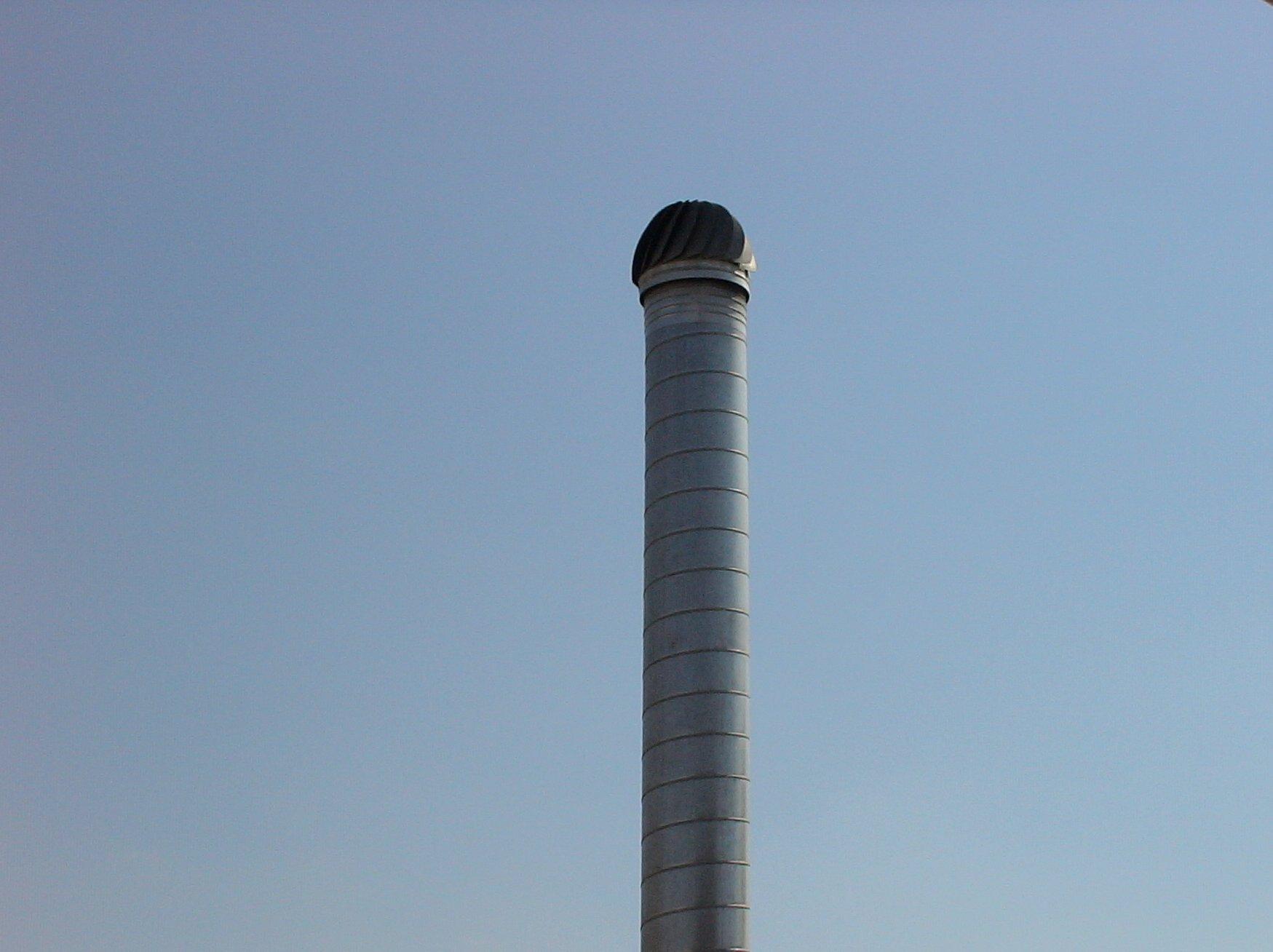
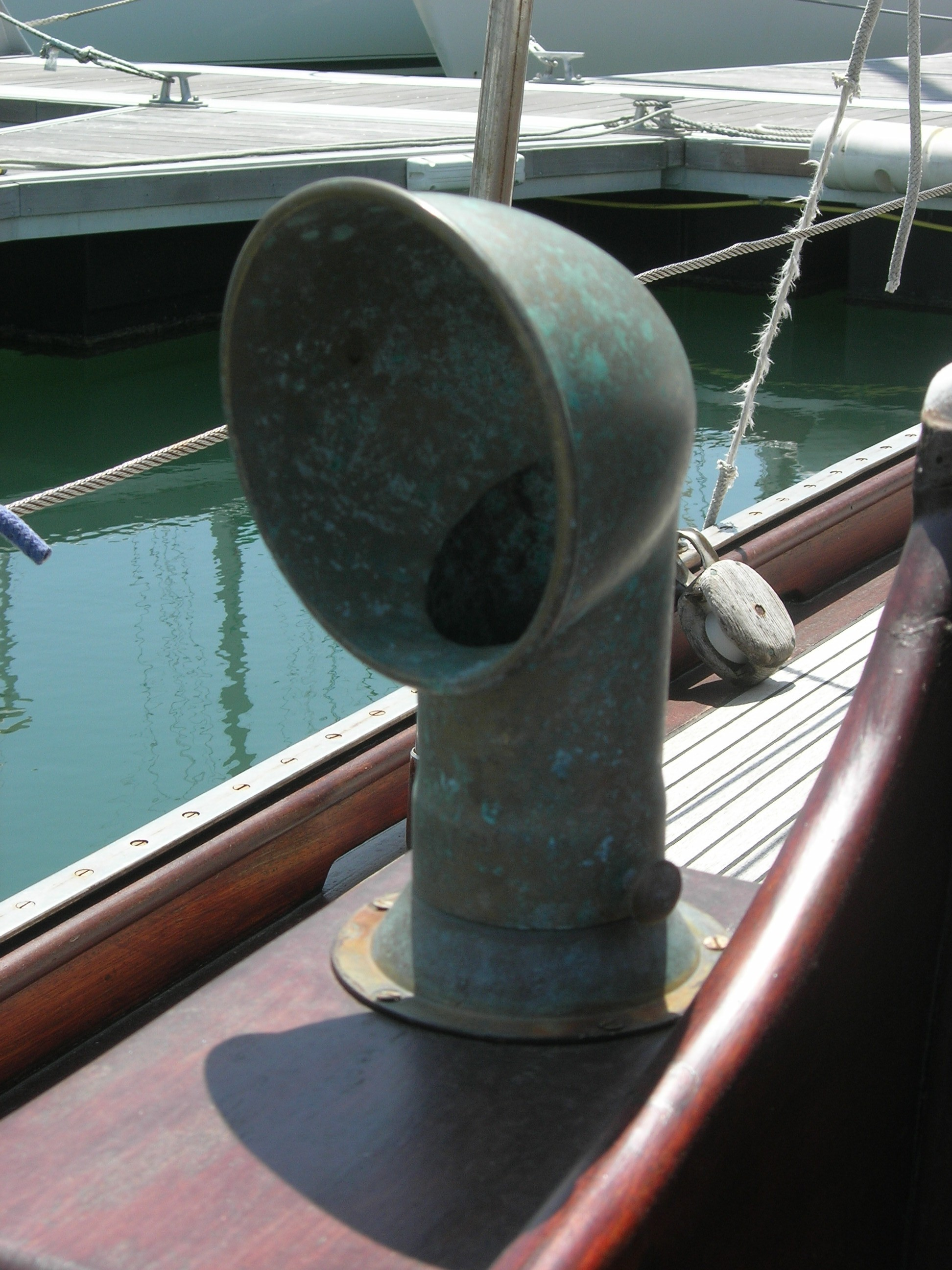